# Тьєрра-Амарилья (Чилі)
Тье́рра-Амари́лья (ісп. Tierra Amarilla, «жовта земля») — місто в Чилі. Адміністративний центр однойменної комуни. Населення міста - 8578 осіб (2002). Місто і комуна входить до складу провінції Копіапо та регіону Атакама. Знаходиться на березі річки Копіапо.
Територія — 11 191 км². Чисельність населення - 14 019 мешканців (2017). Щільність населення - 1,25 чол./км².

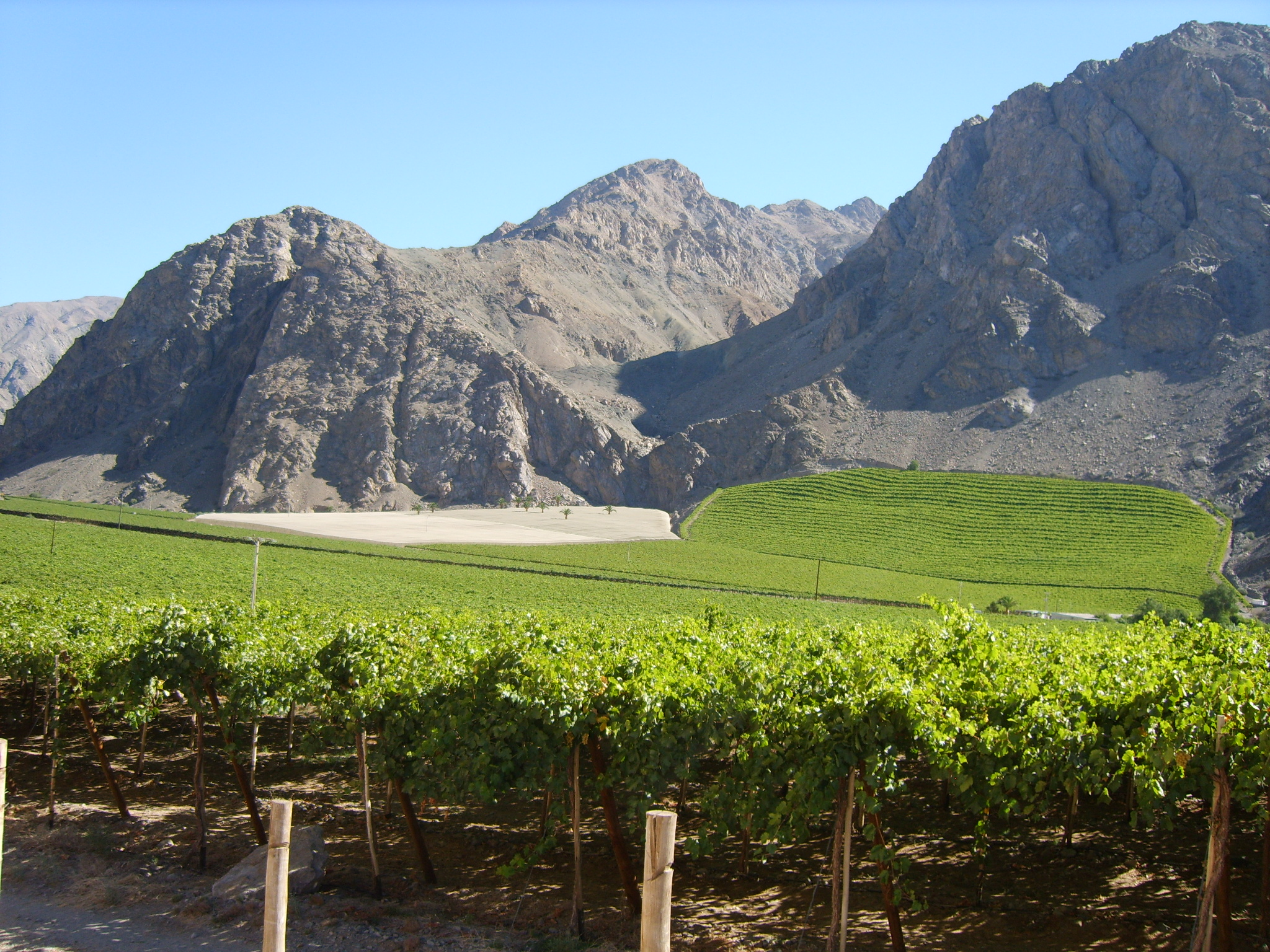

## Розташування
Місто розташоване в долині річки Копіапо за 16 км на південь від адміністративного центру області міста Копіапо.
Комуна межує:
- на півночі — комуна Копіапо

на сході — провінції Катамарка (Аргентина), Ла-Ріоха (Аргентина)
- на півдні - комуна Альто-дель-Кармен
- на південному заході - комуна Вальєнар
- на заході — комуна Копіапо